# Navaja
Das Navaja ist ein Taschenmesser aus Spanien.

## Weblinks

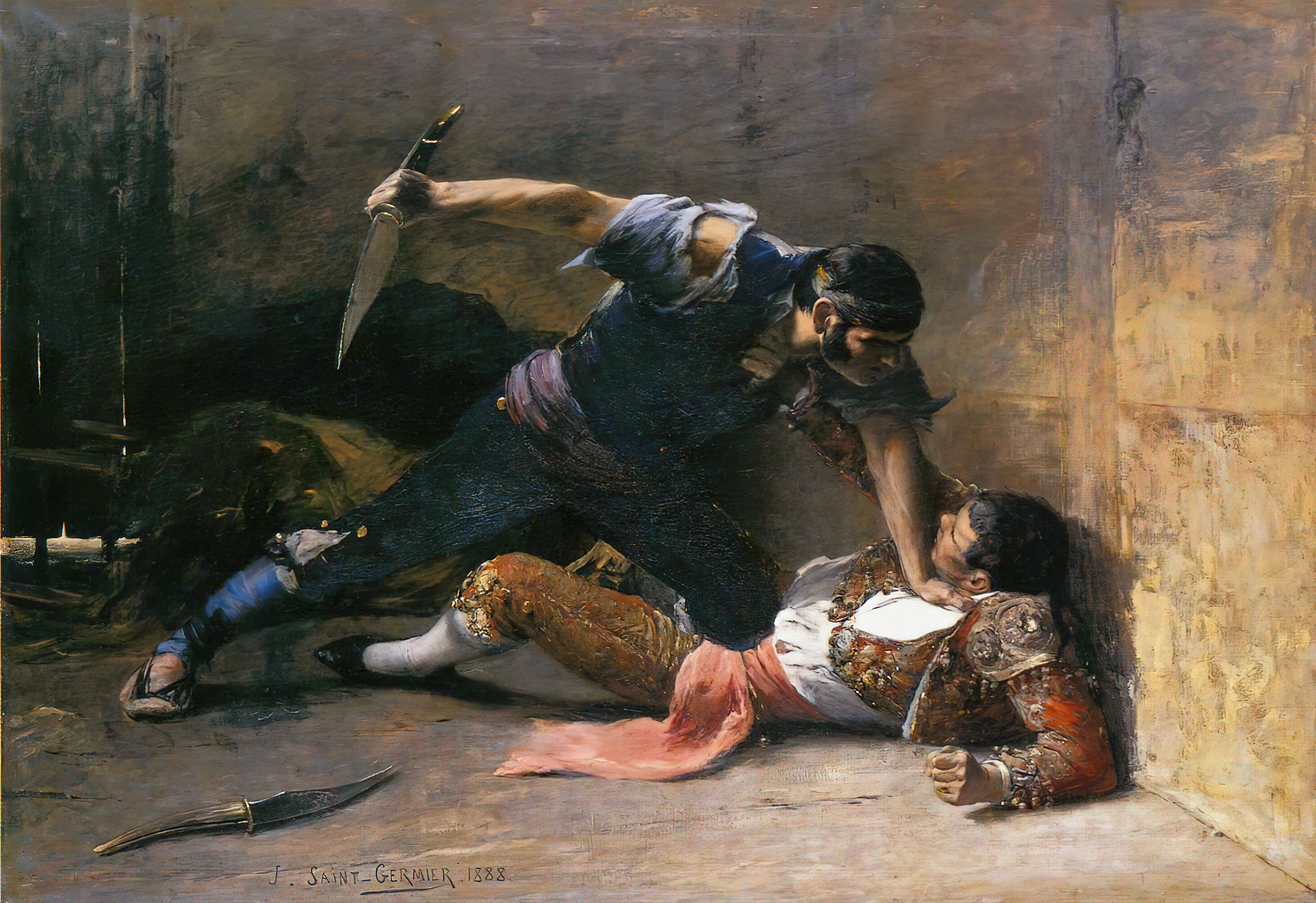
Das Navaja wurde auch von Kriminellen als Waffe genutzt.

## Beschreibung
Das Navaja hat eine gerade oder leicht gebogene, einschneidige Klinge. Die Klinge ist meist glatt, ohne Mittelgrat oder Hohlschliff. Die Klinge kann sehr lang ausfallen, sodass ein großes Navaja ausgeklappt einem Schwert ähneln kann. An dem Klingenrücken sind oft Zierschliffe angebracht. Das Navaja wird in Spanien als traditionelles Taschenmesser benutzt. Es variiert – je nach Herkunftsort – in Länge, Klingenform und Gestaltung. Beinahe jede Stadt hat ihren eigenen Messertyp. Daher sind viele Versionen nach der Stadt benannt, in der sie gefertigt wurden (z. B. Toledo-Navaja, Saragossa-Navaja usw.). Es gibt so viele verschiedene Ausführungen, dass es hier unmöglich ist, alle aufzuführen (siehe Bilder unter Weblinks). Es gibt noch ein anderes, schwertähnliches Messer, das Navaja genannt wird. Es ist mit dem hier beschriebenen Navaja nicht zu verwechseln. Das Navaja wird auch heute noch in Spanien benutzt. Ein ähnliches traditionelles Messer gibt es in Griechenland.   